# Dan Immerfall
Dan Immerfall (n. 14 decembrie 1955, Madison, Wisconsin, SUA) este un patinator de viteză ce a reprezentat Statele Unite ale Americii, medaliat olimpic. A participat la 2 ediții ale Jocurilor Olimpice (1976, 1980) în care a câștigat o medalie de aur.